# Philoponella
Philoponella es un género de arañas araneomorfas de la familia Uloboridae.

## Especies
- Philoponella angolensis (Lessert, 1933)
- Philoponella arizonica (Gertsch, 1936)
- Philoponella bella Opell, 1979
- Philoponella collina (Keyserling, 1883)
- Philoponella congregabilis (Rainbow, 1916)
- Philoponella cymbiformis Xie et al., 1997
- Philoponella divisa Opell, 1979
- Philoponella fasciata (Mello-Leitao, 1917)
- Philoponella gibberosa (Kulczynski, 1908)
- Philoponella herediae Opell, 1987
- Philoponella hilaris (Simon, 1906)
- Philoponella lingulata Dong, Zhu & Yoshida, 2005
- Philoponella lunaris (C. L. Koch, 1839)
- Philoponella mollis (Thorell, 1895)
- Philoponella nasuta (Thorell, 1895)
- Philoponella nigromaculata Yoshida, 1992
- Philoponella operosa (Simon, 1896)
- Philoponella oweni (Chamberlin, 1924)
- Philoponella pantherina (Keyserling, 1890)
- Philoponella para Opell, 1979
- Philoponella pisiformis Dong, Zhu & Yoshida, 2005
- Philoponella pomelita Grismado, 2004
- Philoponella prominens (Bösenberg & Strand, 1906)
- Philoponella quadrituberculata (Thorell, 1892)
- Philoponella raffrayi (Simon, 1891)
- Philoponella ramirezi Grismado, 2004
- Philoponella republicana (Simon, 1891)
- Philoponella sabah Yoshida, 1992
- Philoponella semiplumosa (Simon, 1893)
- Philoponella signatella (Roewer, 1951)
- Philoponella subvittata Opell, 1981
- Philoponella tingens (Chamberlin & Ivie, 1936)
- Philoponella truncata (Thorell, 1895)
- Philoponella variabilis (Keyserling, 1887)
- Philoponella vicina (O. P.-Cambridge, 1899)
- Philoponella vittata (Keyserling, 1881)
- Philoponella wuyiensis Xie et al., 1997